# Tisíc Let Od Ráje
Tisíc Let Od Ráje (pl: Tysiąc lat od Raju) – czeski zespół doom/death/gothic metalowy powstały w 1994 roku w Brnie. Często podczas publikacji zapisywany skrótem T.L.O.R.

## Historia
Zespół założyli w 1994 roku gitarzysta Honza wraz z basistką Hanką. Początkowo tworzona muzyka była dziwaczną mieszanką hardcore, punkrocka, metalu i wszelkiego rodzaju innych stylów, która przez skomplikowaną strukturę piosenek i innych niezwykłych rytmów, znacznie przewyższała ówczesne rzeczywiste możliwości instrumentalne zespołu. Mimo to, m.in. ze względu na stosunkowo niewielką w owym czasie konkurencję na rynku tego typu muzyki w Czechach, zespół szybko zyskał spore grono fanów. Zdarzało się, że na koncerty wraz z zespołem pociągiem wyjeżdżało z Brna kilkadziesiąt osób.  
Skład zespołu początkowo dość często ulegał zmianie, przewinęło się m.in. kilku perkusistów. W roku 1995 zespół nagrał swe pierwsze demo, w nagraniu prócz założycieli, wzięli udział drugi gitarzysta (a później basista) Bacil oraz perkusista Milošek, znana brneńska osobowość występująca później w zespole Operace Artaban. Zasadnicza zmiana w muzyce zespołu zaszła w momencie dołączenia do zespołu siostry Bacila, Žlůvy. W tym składzie zespół nagrał kolejne demo, zatytułowane Trees, które wydane niezależnie dzięki swojemu apokaliptycznemu klimatowi na tyle się spodobało, że nakład kilkakrotnie dokopiowywano, aż w końcu zostało wydane przez powstającą właśnie wytwórnię Shindy Production. Od tego czasu zespół intensywnie koncertował, nie tylko w Czechach ale i na Słowacji, w Polsce, Niemczech, Austrii i we Włoszech.  
Debiutancka płyta zespołu, już z nowym perkusistą (Moňas), wokaistą (Křeček) i wokalistką (Jánočka), zostało nagrane w brneńskim studiu Audioline w roku 1999. Muzyka zespołu wyewoluowała w tym czasie wyraźnie w stronę death/doom metalu. W roku 2003 ukazała się kolejna płyta grupy Gaia, Žlůvę na klawiszach zastąpiła Hellča, doszedł też nowy gitarzysta Pašík z brneńskiego zespołu Happy Death.  
W tym składzie zespół gra do dziś. W roku 2007 zespół zaczął realizować materiał na kolejną płytę. Pierwszy singiel z tej płyty trafił na składankę festiwalu Brutal Assault. Ostatecznie płyta Waves wydana w firmie Élysion ukazała się w sierpniu 2008. W nagraniu gościnnie udział wzięła wiolonczelistka Dorka znana z alternatywnego zespołu Tara Fuki i jazzowego Vertigo.  
Mimo upłynięcia długiego czasu od wydania ostatniej płyty, zespół w dalszym ciągu czynnie koncertuje. Są częstym gościem festiwalu Brutal Assault, występowali na festiwalu Masters of Rock, w 2015 roku brali też udział w koncertach wspólnie z zespołem Cradle of Filth.  

## Styl muzyczny
Muzyka zespołu ewoluowała na przestrzeni istnienia grupy. Początkowa mieszanka stylów z czasem ustąpiła na rzecz doom i death metalu, pojawiły się też utwory w typowej tonacji gothic metalu.   

## Skład zespołu[14]

### Obecny
- Dasha - screaming, growl
- Křeček - growl
- Hellča- śpiew, instrumenty klawiszowe
- Honza - gitara
- Pašík - gitara
- Tom - gitara basowa
- Moňas - instrumenty perkusyjne

### Byli członkowie
- Bacil - gitara
- Žlůva - instrumenty klawiszowe
- Milošek - instrumenty perkusyjne

## Dyskografia[15]
- 1996 - Trees (demo, MC)
- 1999 - Tisíc Let Od Ráje (album CD)
- 2002 - Gaia (album CD)
- 2008 - Waves (album CD)